# Punta Pique
Punta Pique ist eine Landspitze am südöstlichen Ende der Fildes-Halbinsel von King George Island im Archipel der Südlichen Shetlandinseln. Sie ragt westlich des Halfthree Point und nordwestlich von Two Summit Island in die Fildes Strait hinein.
Argentinische Wissenschaftler benannten sie. Der weitere Benennungshintergrund ist nicht überliefert.